# Stuart Dickinson
Pour les articles homonymes, voir Dickinson.
Stuart James Dickinson, né le 19 juillet 1968 à Sydney est un arbitre international australien de rugby à XV. 

## Carrière d'arbitre
Il a arbitré son premier match international le 8 février 1997.
Stuart Dickinson a arbitré notamment trois matchs de la coupe du monde de rugby 1999, deux matchs de la coupe du monde de rugby 2003, six matchs du Tournoi des Six Nations (au 29-07-06).

## Palmarès d'arbitre
- 28 matchs internationaux (au 29 juillet 2006)
- 54 matchs du Super 12